# Berzasca
Berzasca é uma comuna romena localizada no distrito de Caraș-Severin, na região de Banato. A comuna possui uma área de 145.10 km² e sua população era de 3022 habitantes segundo o censo de 2007.